# Традиційні вірування фінів

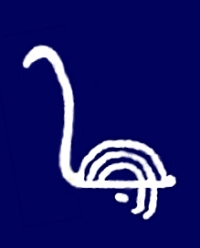
Лебідь і яйце (наскельний малюнок в Карелії

Фінська древня релігія (фін. Suomalainen muinaisusko) — народна політеїстична релігія фінських племен. Пізніше співіснувала з християнством у своєрідному симбіозі. Частково збереглася у вигляді обрядів, повір'їв, звичаїв, особливої словесної культури, системи табу і нормативних приписів. Характерними рисами фінського політеїзму, є культ предків і пов'язана з ним віра в чаклунів, здатних спілкуватися з потойбічним світом. Фінська міфологія подібна до балтійської, саамської і північногерманської (скандинавської).

## Космогонічний міф і уявлення про будову світу

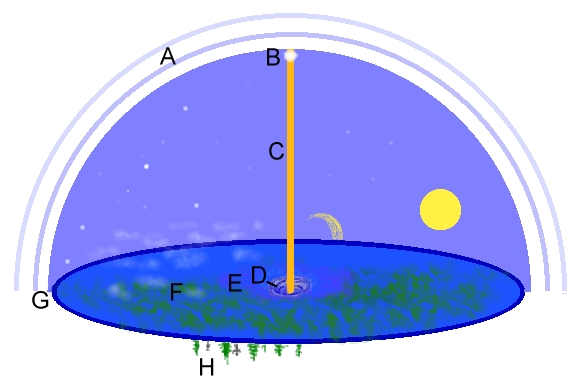
Будова всесвіту:
A. Шість або дев'ять небесних сфер.
B. Північна зірка
C. Світова вісь
D. Вир Кінахмі
E. Похйола
F. Пізнаний всесвіт
G. Країна птахів
H. Туонела

У фінській фольклорній традиції існує безліч розповідей про створення світу, які формують важливу частину фінської народної поезії. Найбільш поширеним варіантом міфу є уявлення про те, що світ було створено з яйця водоплавного птаха. Коли яйце впало у воду, воно сформувало землю. Світ в уявленні древніх фінів був не круглим, а плоским. Небо над землею називали небокраєм, себто небесним куполом. Фіни вірили, що таких куполів декілька. Вигляд нічого неба зі спалахами північного сяйва і безліччю зірок, одна з яких — Полярна — вирізнялася своєю яскравістю, породив повір'я. Буцімто від Полярної зірки до центральної точки світу протягнулась «вісь світу». Ця світова вісь зв'язує земний світ з небесним. Обертання Землі навколо цієї осі на півночі сформувало величезний вир Кінахмі(«пупок моря»), через який душі померлих потрапляють в країну мертвих Туонелу. Люди вважали, що центральна точка світу розміщена якнайдалі на півночі землі. Сузір'я Молочний Шлях асоціювалось з маршрутом перелітних птахів, які прямували на південно-західні окраїни світу в «країну птахів» (фін. lintukoto), щоб знайти місце для зимівлі.

## Уявлення про душу, смерть і потойбічне життя

### Душа
Уявлення про душу людини у фінів були вельми складними і своєрідними: вони вважали, що душа складається з трьох незалежних елементів: хенкі, луонто, ітсе.
- «Хенкі» (фін. henki «життя», «подих», «дух») — життєва сила людини, що проявляється у його диханні, серцебитті, теплі тіла. «Хенкі» з'являється до народження людини і не покидає її до смерті.
- «Луонто» (фін. luonto «природа») — дух-захисник, «геній» людини, іноді його називають «покровителем» (фін. haltija). Вважалось, що вольові, сильні духом або якось інакше обдаровані люди є такими завдяки їх «луонто». Слабкого «луонто» можна було підсилити, надати йому енергії з допомогою магії і ритуалів. «Луонто» міг залишити людину, при цьому вона не помирала. Проте тривала відсутність цього духовного елемента могла стати причиною серйозних проблем, наприклад, пристрасті до алкоголю. На відміну від «хенкі», «луонто» отримувався не до народження, а під час отримання імені або в момент з'яви перших зубів. Саме тому новонароджені діти вважались особливо вразливими.
- «Ітсе» (фін. Itse «себе», «сам») — душа, яку отримуємо в момент народження, або впродовж декількох наступних днів. Саме ця складова визначала особистісні особливості, характер людини. Як і «луонто», «ітсе» теж могло покидати живу людину, але наслідками його відсутності були хвороби і біди. Пригнічений стан людини пояснювався саме тим, що людина втрачала своє «ітсе». Якщо визнавалось, що людина втратила своє «ітсе» або «луонто» (ставала itsetön або luonnoton), наприклад після поранення, то шаман або волхв міг спробувати встановити розташування втраченої душі і повернути її назад. Вважалось, що завдяки магічним діям можна спеціально відділити «ітсе» від тіла. «Ітсе» могло покидати тіло і з'являтись у вигляді привида-двійника (фін. etiäinen), що передбачав появу людини. В момент смерті людини, її «ітсе» возз'єднувалось з душами померлих родичів, або, в особливих випадках, залишалось серед живих у вигляді привида.

### Потойбічне життя
Згідно з традиційними віруваннями, мертві живуть в Туонелі — підземному або підводному царстві. Життя в Туонелі вважалось подібним на життя на землі, тому під час поховання в могилу до покійника клали, наприклад, зброю, їжу, прикраси. Фіни вірили в посмертне спокутування, вважали, що життя на землі впливає на життя після смерті. Наприклад, якщо чинить зло за життя, опісля, спатиме в Туонелі на кам'яній постелі. Ще на початку XX століття в Карелії вшановували душі померлих, що нагадує ставлення християн до святих. Дохристиянські релігійні ритуали, наприклад, залишання їжі на могилі у православних карелів і східних фінів, органічно проникли в практику спілкування з померлими. Християнські уявлення про пекло також опинились під впливом древніх міфологічних вірувань.

### Похоронні ритуали
Уявлення про смерть відображались на похоронних обрядах, наприклад у ритуальній зупинці похоронної процесії на півшляху до цвинтаря для того, щоб зробити карсікко, зазвичай на великій сосні. Карсікко було, з одного боку, меморіальним знаком для живих, з іншого — ритуальним нагадуванням мертвому про його статус, якщо раптом він прокинеться і вирішить повернутись у світ живих. Ліс з карсікко був символічною границею між поселенням і територією цвинтаря. Після смерті людини проходив перехідний період від 30 до 40 днів, під час якого душа знаходила шлях в Туонелу і своє місце у ній. Під час перехідного періоду душа могла спілкуватись з живими родичами, провідувати їх у вигляді привида або якоїсь тварини. Це відбувалось у випадку, якщо душа відчувала себе через щось незадоволеною і нещасливою. Щоб умилостивити душу померлого, потрібно було релігійно її вшанувати і не говорити погано про покійника. Деякі душі, наприклад позашлюбних дітей, не могли знайти спокою і не впускались в Туонелу, через що були змушені вічно тинятись в певних місцях, наповнюючи околиці криками, до тих пір, поки хтось не здійснював над ними спеціяльні обряди і не захоронював їх тіла на цвинтарі.

## Фінськийпантеон (боги)
Стародавні фіни вірили, що світом керує багато богів. Деякі з них відповідали за різні природні сфери, наприклад, Укко вважався богом неба і грому. Попри вшановування верховних богів, спільних для всіх фінів незалежно від племені, існували локальні культи малих богів, які уособлювали ті чи інші природні об'єкти.